# Coryphantha delaetiana
Coryphantha delaetiana, conocido comúnmente como biznaga partida de Chiahuahua, es una especie de planta suculenta perteneciente al género Coryphantha, dentro de la familia Cactaceae. Es endémica del noreste de México (concretamente en los estados mexicanos de Chihuahua, Coahuila y Durango).

## Descripción
Coryphantha delaetiana es una especie de cactus que aunque puede crecer de forma solitaria, normalmente aparece en grupos compuestos por cientos de plantas. Los tallos, aunque normalmente tienen una forma que va de globular a cilíndrica corta, a veces aparecen en forma de maza, con el ápice más engrosado que la base. Tienen la epidermis de color verde oscuro y la parte superior del tallo es muy espinosa y está cubierta de lana blanca. Miden de 6 a 15 cm de alto y de 6 a 8 cm de diámetro.

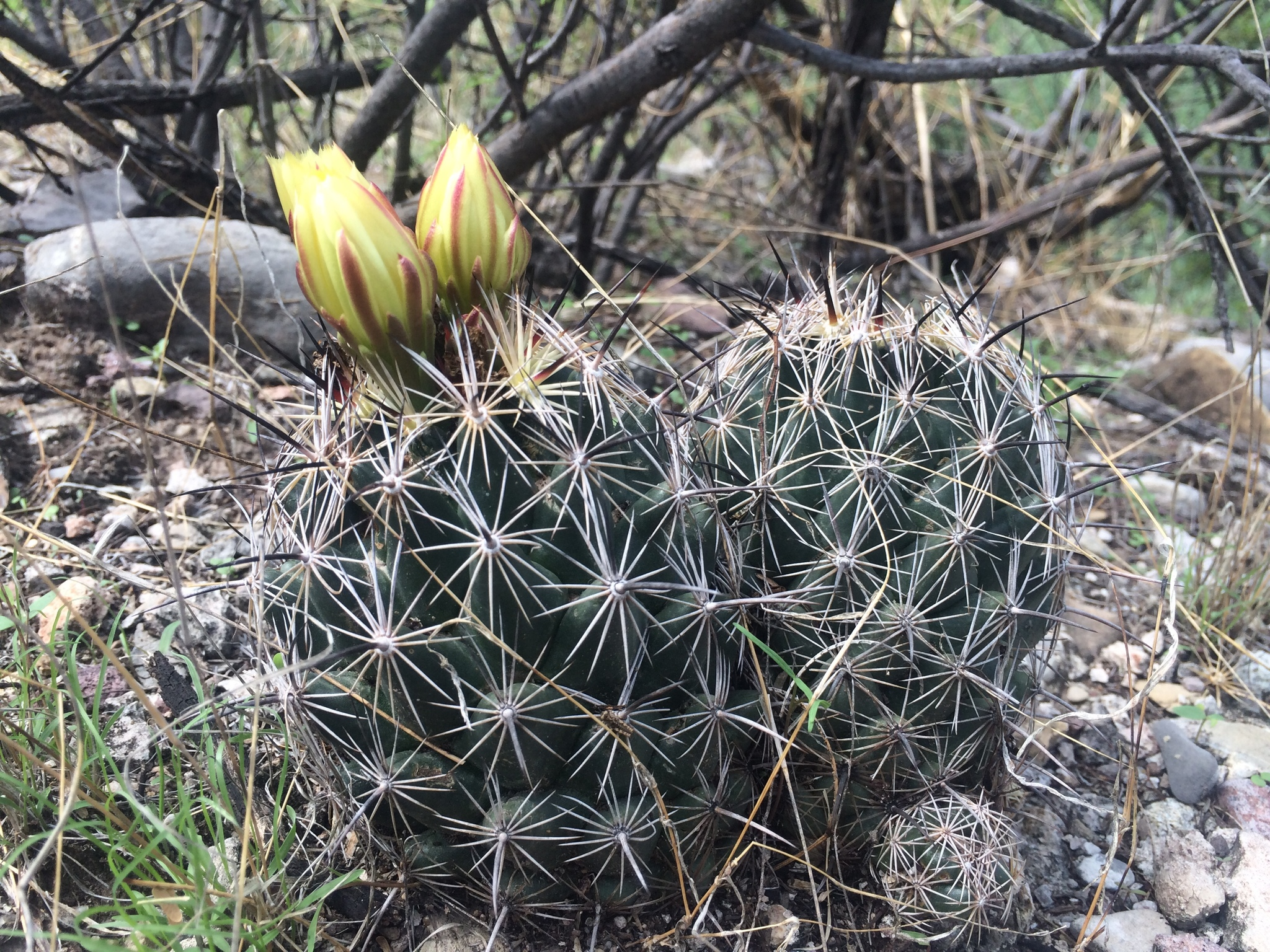
Detalle de las espinas

Los tallos están cubiertos de tubérculos más bien cortos y con forma de romboide en la base. Miden hasta 1 cm de largo y presentan un surco que se extiende casi hasta la base de los mismos. En la punta de los tubérculos se asientan las areolas, las cuales son ovales y miden hasta 1,5 mm de ancho.
Entre las espinas se distinguen de 1 a 4 espinas centrales de color rojizo a casi negro, de 2 a 2,9 cm de largo, rectas y extendidas hacia adelante o ligeramente curvadas hacia abajo. También tienen de 7 a 20 espinas radiales de color grisáceo o blanquecino, extendidas, delgadas y de 1 a 2 cm de largo.
Las flores son grandes, de color amarillo pálido y miden hasta 4 cm de largo. Tienen los segmentos externos del perianto de color verdoso o ligeramente rojizo, los segmentos internos de color amarillo claro y los filamentos de color verde amarillento.

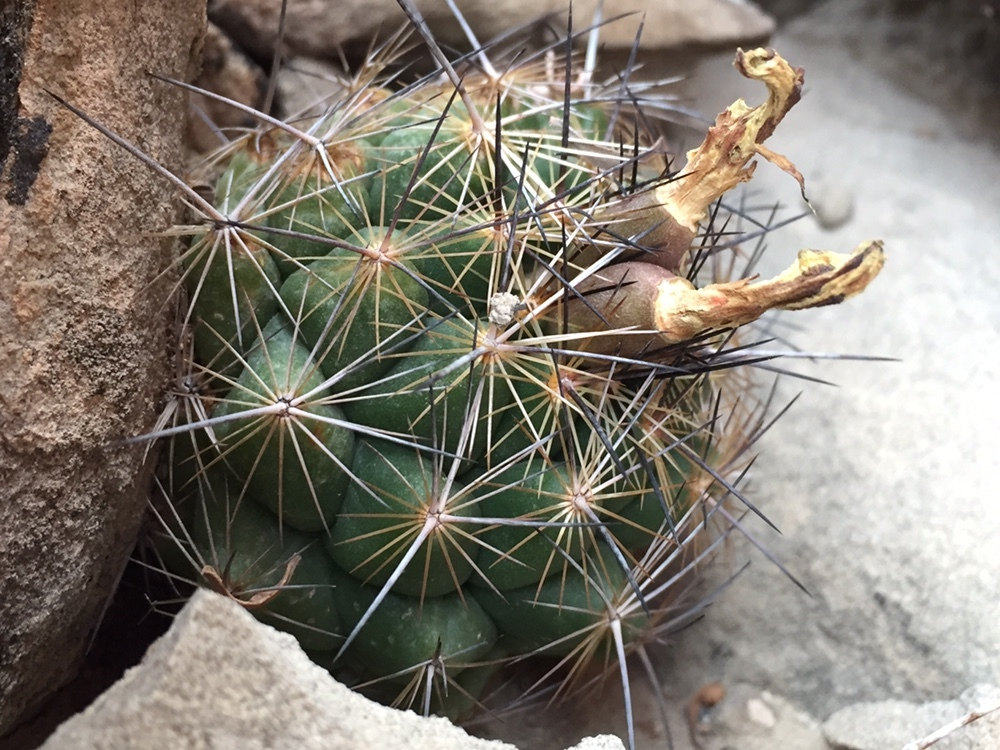
Detalle del fruto

El fruto es jugoso y tiene remanentes florares. Es de color verde a marrón y mide aproximadamente 2 cm de largo y 0,9 cm de ancho. En su interior contienen semillas de aproximadamente 1 mm de largo y ancho.

## Distribución y hábitat

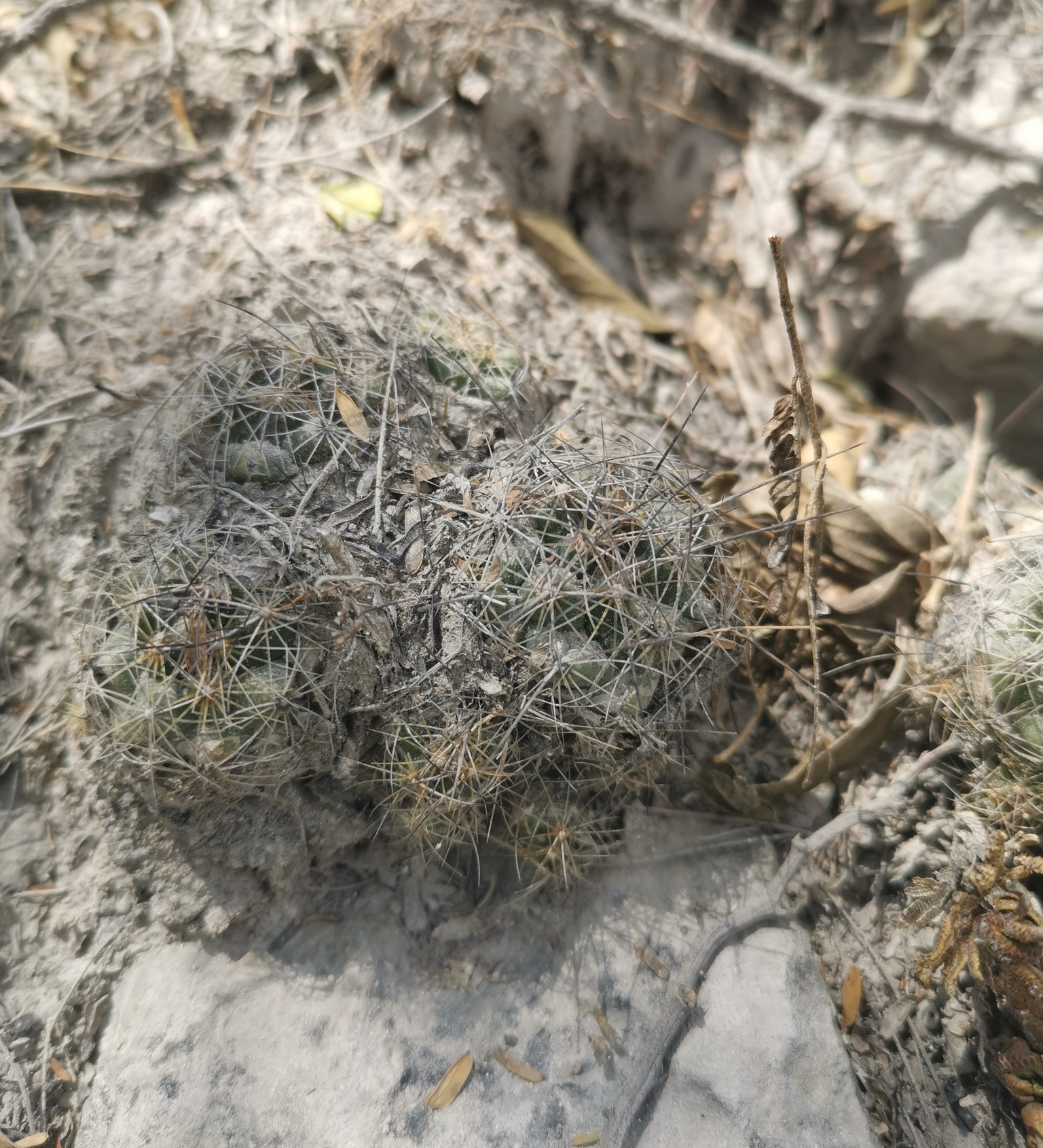
Planta en su hábitat

El área de distribución nativa de esta especie es el noreste de México (concretamente en los estados mexicanos de Chihuahua, Coahuila y Durango) y crece principalmente en biomas desérticos o de matorral seco, sobre suelos aluviales de llanuras.

## Taxonomía
La primera descripción de esta especie fue como Mammillaria delaetiana, publicada en 1908 por el botánico alemán Leopold Quehl en la revista botánica Monatsschrift für Kakteenkunde 18: 59.
Posteriormente, el botánico alemán Alwin Berger colocó la especie en el género Coryphantha, pasando a llamarse Coryphantha delaetiana y anotando estos cambios en el libro Kakteen: 339 en el año 1929.
Etimología
- Coryphantha: nombre genérico que deriva del griego coryphe (que significa 'cima' o 'cabeza'), y anthos (que significa 'flor'), haciendo referencia a que las flores aparecen en el ápice de los tallos.
- delaetiana: epíteto específico otorgado en honor al importador de café belga y especialista en suculentas Frans de Laet de Kontich.[7]

## Estado de conservación
En la Lista Roja de Especies Amenazadas de la UICN, la especie está clasificada como de “Preocupación Menor (LC)”.
Es una especie bastante extendida y muy común, sin amenazas importantes, aunque la agricultura podría representar una amenaza para alguna de sus poblaciones.

## Usos
Se cultiva principalmente como planta ornamental y su propagación se realiza a través de semillas.